# Kertonsaari (ö i Norra Karelen, Joensuu)
Kertonsaari är en ö i Finland. Den ligger i sjön Pielisjärvi och i kommunen Juga i den ekonomiska regionen  Joensuu ekonomiska region  och landskapet Norra Karelen, i den centrala delen av landet, 400 km nordost om huvudstaden Helsingfors. Öns area är 2,06 kvadratkilometer och dess största längd är 3,2 kilometer i sydöst-nordvästlig riktning.